# Кьярваль

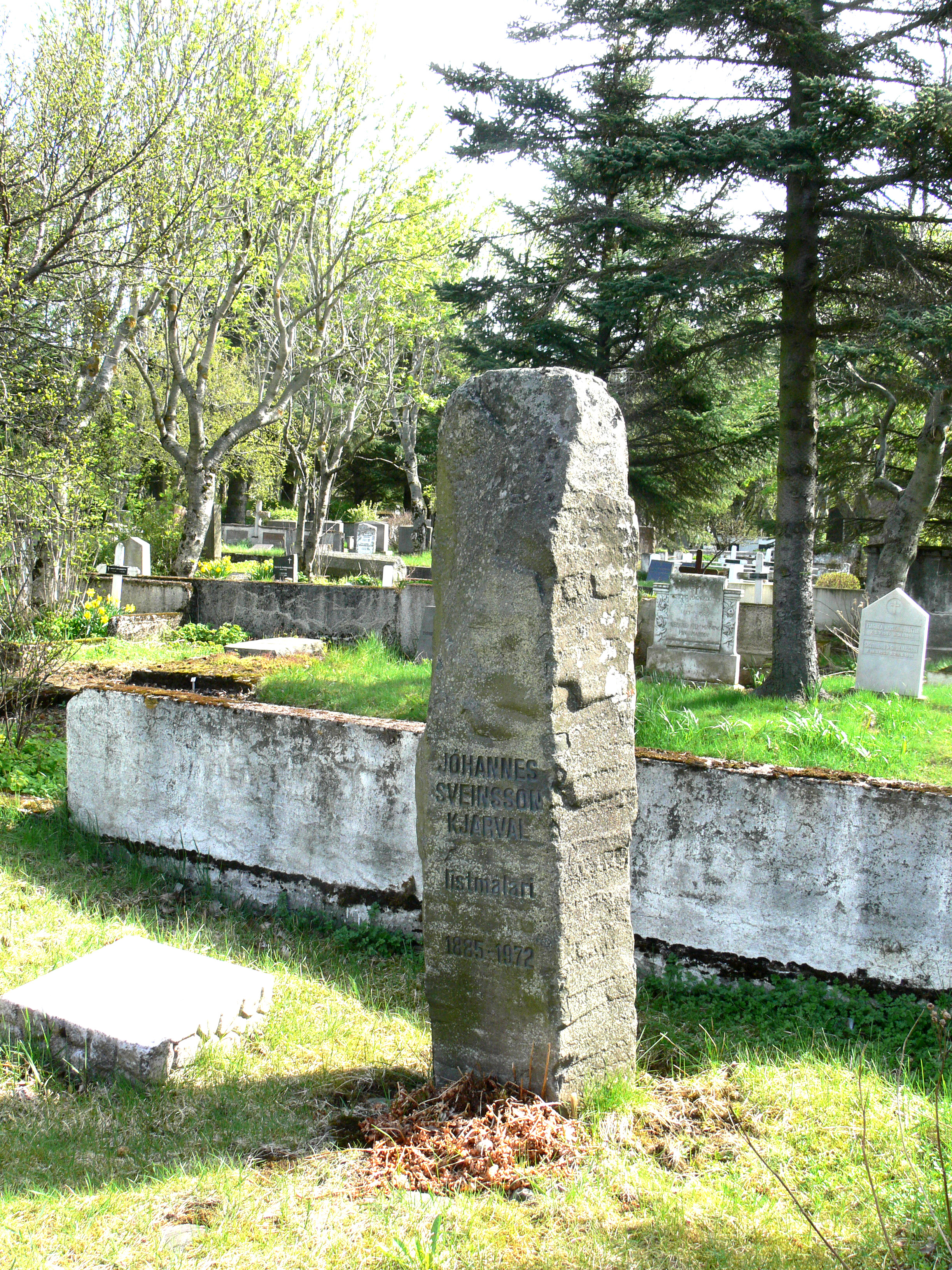
Могила художника на кладбище Хоулавадлагардюр в Рейкьявике

Кья́рваль (исл. Kjarval; настоящее имя Йоуханнес Свейнссон, Jóhannes Sveinsson; 15 октября 1885[…], Исландия — 13 апреля 1972[…], Рейкьявик) — исландский живописец и график. Известен своими реалистичными картинами исландской природы, а также картинами на мифологические темы, изображающими эльфов и троллей.

## Жизнь и творчество
Вырос в сельской местности на востоке Исландии. Родился в нищете, был усыновлён. Работал рыбаком. В свободное время занимался рисованием и живописью. Учился на картинах Асгримура Йонссона. В возрасте 27 лет при финансовой поддержке его товарищей-рыбаков и Исландской конфедерации труда сдал вступительные экзамены и был принят в Датскую королевскую академию изящных искусств, где получил высшее образование. Во время его пребывания в Копенгагене художник изучал различные направления искусства, такие как импрессионизм, экспрессионизм и кубизм. Позже он совершал короткие поездки во Францию и Италию. В 1910 году начал использовать псевдоним Кьярваль (дословно Милый кит).
Художественный музей Рейкьявика носит имя Кьярваля.
Изображён на купюре 2000 исландских крон.

## Труды
- Johannes S. Kjarval Kjarval í Listasafni Islands 1885-1985 : Október 1985-Apríl 1986. 181 pages National Gallery, 1985 OCLC 493564255